# Igreja de Santa Maria Assunta em Arrone
Santa Maria Assunta é uma igreja paroquial católica romana de estilo renascentista localizada na cidade de Arrone, província de Terni, região de Umbria, na Itália.

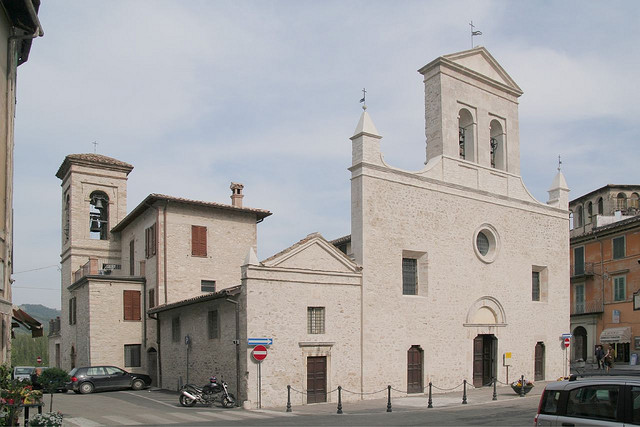
Fachada da Igreja

## História
A igreja tem uma fachada em mármore branco do século XV. Possui uma Abside em seu interior.  Contém vários afrescos, incluindo as seguintes obras: 
- Madonna del Rosario (1609) atribuída a Giuseppe Bastiani
- Madonna e o Menino com os Santos Pedro e João Evangelista, atribuído a Francesco Cozza
- Anunciação, Adoração por Pastores, Dormição da Virgem e Coroação da Virgem (1516) por Vincenzo Tamagni e Giovanni di Pietro da Spoleto
- Afrescos na abside (1544) de Jacopo Siculo
- O tríptico do altar-mor do Maestro di Arrone (1487) foi roubado em 1971.